# Perissosoma aenescens
Perissosoma aenescens is een keversoort uit de familie bladsprietkevers (Scarabaeidae). De wetenschappelijke naam van de soort werd in 1875, tegelijk met die van het geslacht, waarvan het de typesoort is, gepubliceerd door Charles Owen Waterhouse.